# Gabriel Castaño
Gabriel Castaño García (Monterrey, 1 de noviembre de 1997) es un nadador mexicano. Hizo su debut olímpico en Tokio 2020, compitiendo en 50 m estilo libre masculino. También compitió en París 2024.

## Carrera
Antes de nadar, Castaño compitió en ciclismo de pista y bicicleta de montaña a nivel nacional en México. Fue medallista de bronce en los Juegos Panamericanos de 2019, donde compitió en el relevo 4 x 100 m estilo libre masculino.
En 2020, se sometió a una cirugía de rodilla antes de su debut olímpico en Tokio 2020.
En 2022, participó en el Selectivo Único Cancún, donde obtuvo la medalla de oro. Posteriormente, participó por primera vez en el Campeonato Mundial de Natación, donde ocupó el puesto 37.
En los Juegos Panamericanos de 2023, compitió en el relevo 4x100 m estilo libre masculino (puesto 4.º), relevo 4x100 m estilo libre mixto (puesto 7.º) y 50 m estilo libre masculino (puesto 5.º).
En 2024, Castaño se convirtió en el primer nadador mexicano en bajar de los 22 segundos en los 50 metros libres masculinos. En el Campeonato TYR Pro celebrado en San Antonio, Texas, marcó 21.81 segundos (contrarreloj) y 21.67 segundos (eliminatorias). Esto le permitió clasificar a París 2024, donde llegó a la semifinal de los 50 metros libres masculinos y ocupó el puesto 15.

## Vida personal
Se graduó de la Universidad Estatal de Pensilvania y actualmente vive en Dallas, Texas, donde entrena en Texas Ford Aquatics ubicado en Frisco.